# Corregimiento 2 (Soacha)
El Corregimiento 2 (norte) es un corregimiento del municipio colombiano de Soacha en el departamento de Cundinamarca.

## Geografía
Comprende el sector noroccidental del municipio de Soacha cuyo relieve forma parte de la Cordillera Oriental por la el farallón Canoas Manjui, caracterizado por bioma de bosque andino. Su parte oriental lo bordea la Sabana de Bogotá, cuyo suelos son aprovechados para la agricultura. Entre estas también hay presencia de ecosistema subxerofítico, sobre todo en el Parque Canoas(por su valor arqueológico) y cerros periféricos como La Calavera, Cuclí, La Veredita y La Chucuita.
Hidrológicamente su principal río es el Bogotá que abarca desde la desembocadura del Tunjuelo en el oriente hasta los límites con San Antonio del Tequendama en el occidente, en el cual desembocan además del primero, los ríos Subachoque (Balsillas), Soacha y Muña así como las quebradas Tibanica y Sabaneta. También hay presencia de humedales no declarados de protección como La Chucuita, San Isidro (Chucua Puyana), Tierra Blanca Canoas; La Muralla, El Cajón y El Charquito.

### Límites

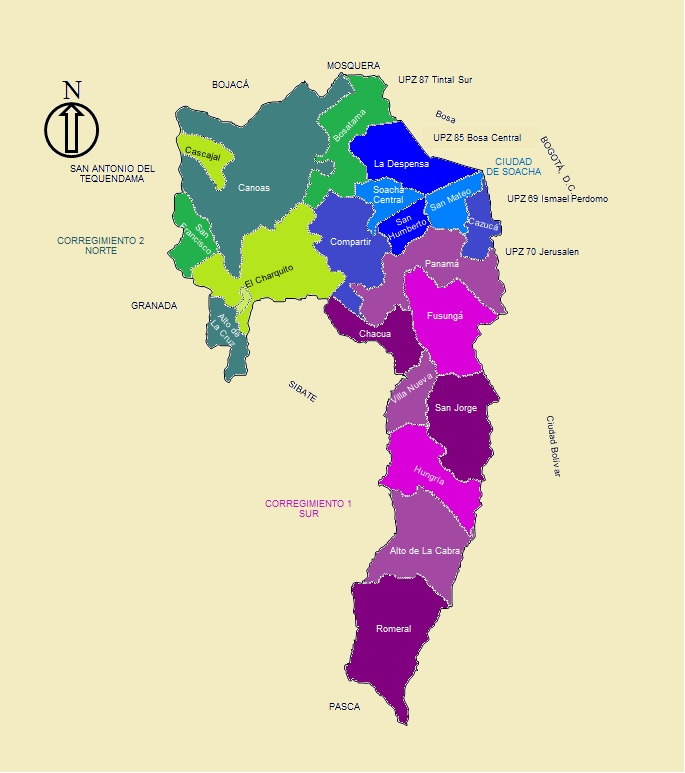
División política de Soacha, en tonos verdes las veredas del Corregimiento 2.

| Noroeste: Municipios de San Antonio del Tequendama y de Bojacá | Norte: Municipio de Mosquera | Nordeste: Bogotá, D.C. Localidad de Bosa Río Tunjuelo             |
| Oeste: Municipio de San Antonio del Tequendama                 |                              | Este: Comuna 3 La Despensa Ciudad Verde y Comuna 2 Soacha Central |
| Suroeste: Municipio de Granada                                 | Sur: Municipio de Sibaté     | Sureste: Corregimiento 1 y Comuna 1 Compartir                     |

## Historia
El territorio hace 12500 años en el cual abarcaron las culturas Herrera y muisca, estos últimos ligados al mito de Bochica en el Salto del Tequendama. Con el periodo español, se ha parcelado en diferentes haciendas que han ido fragmentándose hasta tiempos recientes para la producción agrícola y ganadera dando origen además a territorios como el vecino municipio de Granada y a comunas como la 1 y 3, a las que fue desvinculando. Posteriormente con la construcción de la central hidroeléctrica de El Charquito en 1900 inició su vida industrial que aun perdura con las empresas Vidrio Andino y Turflor.  
A futuro, se está desarrollado la construcción del sistema de elevación y tratamiento de aguas residuales de Canoas en los predios de la hacienda homónima en El Charquito, para descontaminar las aguas del río Bogotá.

## División administrativa
El Corregimiento 2 está dividido en las siguientes veredas: Alto de la Cruz, Bosatama, Canoas, Cascajal, El Charquito (donde reside el centro poblado homónimo) y San Francisco.

## Movilidad
El corregimiento posee vías de comunicación que le permiten conectarse con el resto del municipio y del departamento de Cundinamarca. Se destacan: 
- Vía Soacha-Mondoñedo (que va a Bojacá, Madrid y Mosquera)
- Vía Canoas (parte funcional de la Avenida Longitudinal de Occidente)
- Avenida Indumil (desde Comuna 1)
- Ruta Nacional 40 (iniciando como Autopista Sur en la Comuna 1 hacia Girardot)
- Vía veredal Bosatama (iniciando en los límites con Bosa por la transversal 80i-calle 95 Sur al noreste y termina a orillas del río Soacha por el puente con la Avenida San Marón en Hogares Soacha).
- Calle 8 Sur (límites con Comuna 2)

## Representación local
La representación local está en manos de los ediles de la JAL del Corregimiento dos, elegidos para el periodo constitucional 2024-2027: 
| Partido | Partido | Escaños |
| ------- | ------- | ------- |
|         | CR      | 3/7     |
|         | MAIS    | 1/7     |
|         | PConC   | 1/7     |
|         | DEM     | 1/7     |
|         | IND     | 1/7     |